# Chile i olympiska sommarspelen 1984
Chile deltog med 52 deltagare vid de olympiska sommarspelen 1984 i Los Angeles.  Ingen av landets deltagare erövrade någon medalj.

## Cykling
Herrarnas linjelopp
- Manuel Aravena — fullföljde inte (→ ingen placering)
- Roberto Muñoz — fullföljde inte (→ ingen placering)

## Fotboll
Herrar
Gruppspel
|           | Spelade | Vinster | Oavgjorda | Förluster | Gjorda mål | Insläppta mål | Poäng |
| --------- | ------- | ------- | --------- | --------- | ---------- | ------------- | ----- |
| Frankrike | 3       | 1       | 2         | 0         | 5          | 4             | 4     |
| Chile     | 3       | 1       | 2         | 0         | 2          | 1             | 4     |
| Norge     | 3       | 1       | 1         | 1         | 3          | 2             | 3     |
| Qatar     | 3       | 0       | 1         | 2         | 2          | 5             | 1     |

Slutspel
|  | Kvartsfinal                    | Kvartsfinal                    |                                |       | Semifinal                      | Semifinal                      |   |  | Final | Final |
|  |                                |                                |                                |       |                                |                                |   |  |       |       |
|  | 5 augusti 1984 - Pasadena, CA  |                                |                                |       |                                |                                |   |  |       |       |
|  |                                |                                |                                |       |                                |                                |   |  |       |       |
|  | Frankrike                      | 2                              |                                |       |                                |                                |   |  |       |       |
|  | Frankrike                      | 2                              | 8 augusti 1984 - Pasadena, CA  |       |                                |                                |   |  |       |       |
|  | Egypten                        | 0                              |                                |       |                                |                                |   |  |       |       |
|  | Egypten                        | 0                              | Frankrike (förlängning)        | 4     |                                |                                |   |  |       |       |
|  | 6 augusti 1984 - Pasadena, CA  |                                | Frankrike (förlängning)        | 4     |                                |                                |   |  |       |       |
|  |                                | Jugoslavien                    | 2                              |       |                                |                                |   |  |       |       |
|  | Jugoslavien                    | Jugoslavien                    | 2                              | 5     |                                |                                |   |  |       |       |
|  | Jugoslavien                    |                                | 11 augusti 1984 – Pasadena, CA | 5     |                                |                                |   |  |       |       |
|  | Västtyskland                   | 2                              |                                |       |                                |                                |   |  |       |       |
|  | Västtyskland                   | 2                              | Frankrike                      | 2     |                                |                                |   |  |       |       |
|  | 5 augusti 1984 – Palo Alto, CA |                                | Frankrike                      | 2     |                                |                                |   |  |       |       |
|  |                                | Brasilien                      | 0                              |       |                                |                                |   |  |       |       |
|  | Italien (förlängning)          | Brasilien                      | 0                              | 1     |                                |                                |   |  |       |       |
|  | Italien (förlängning)          | 8 augusti 1984 – Palo Alto, CA |                                | 1     |                                |                                |   |  |       |       |
|  | Chile                          | 0                              |                                |       |                                |                                |   |  |       |       |
|  | Chile                          | 0                              | Italien                        | 1     | Bronsmatch                     | Bronsmatch                     |   |  |       |       |
|  | 6 augusti 1984 - Palo Alto, CA |                                | Italien                        | 1     | Bronsmatch                     | Bronsmatch                     |   |  |       |       |
|  |                                | Brasilien (förlängning)        | 2                              |       | 10 augusti 1984 - Pasadena, CA | 10 augusti 1984 - Pasadena, CA |   |  |       |       |
|  | Brasilien (straffar)           | Brasilien (förlängning)        | 2                              | 1 (5) | 10 augusti 1984 - Pasadena, CA | 10 augusti 1984 - Pasadena, CA |   |  |       |       |
|  | Brasilien (straffar)           |                                |                                |       |                                | Jugoslavien                    | 2 |  |       |       |
|  | Kanada                         | 1 (3)                          |                                |       |                                | Jugoslavien                    | 2 |  |       |       |
|  | Kanada                         | 1 (3)                          | Italien                        | 1     |                                |                                |   |  |       |       |
|  |                                |                                | Italien                        | 1     |                                |                                |   |  |       |       |

## Friidrott
Herrarnas 5 000 meter
- Omar Aguilar
  - Heat — 13:51,53
  - Semifinal — 13:51,13 (→ gick inte vidare)

Herrarnas 10 000 meter
- Omar Aguilar
  - Heat — 28:29,06 (→ gick inte vidare)

Herrarnas maraton
- Alejandro Silva
  - Final — 2:29:53 (→ 57:e plats)

- Omar Aguilar
  - Final — fullföljde inte (→ ingen placering)

Herrarnas 3 000 meter hinder
- Emilio Ulloa
  - Heat — 8:29,71
  - Semifinal — 8:28,99 (→ gick inte vidare)

Herrarnas kulstötning
- Gert Weil
  - Kval — 19,94 m
  - Semifinal — 18,69 m (→ 10:e plats)

Damernas 800 meter
- Alejandra Ramos
  - Heat — 2:05,773 (→ gick inte vidare)

Damernas 1 500 meter
- Alejandra Ramos
  - Heat — 4:22,03 (→ gick inte vidare)

Damernas 3 000 meter
- Monica Regonesi
  - Heat — fullföljde inte (→ gick inte vidare, ingen placering)

Damernas maraton
- Monica Regonesi
  - Final — 2:44:44 (→ 32:a plats)

## Judo
Herrarnas mellanvikt
- Eduardo Novoa